# Vârstă (geologie)
O vârstă geologică este o subdiviziune a timpului geologic care împarte o epocă în părți mai mici, cu o durată de câteva milioane de ani (Ma). Limitele superioare și inferioare ale unei vârste sunt stabilite de Uniunea Internațională de Științe Geologice. O vârstă geologică este subîmpărțită în sub-vârste, zone, subzone și orizonturi biostratigrafice.
Primele etaje au fost stabilite de naturalistul francez Alcide d'Orbigny între 1849 și 1852, dar utilizarea lor a fost neclară printre oamenii de știință ai timpului, dacă se refereau la corpurile stratificate în rocă sau de timpul în care au fost formate. În 1880, în timpul de-al doilea Congres Internațional de Geologie, s-a luat decizia de a distinge între cele două sisteme de referință (roci și timp) și diferențierea între etaje și vârste (respectiv unități cronostratigrafice și geocronologice).